# Lincoln Nunatak
Lincoln Nunatak är en nunatak i Västantarktis., i ett område som Argentina, Chile och Storbritannien gör anspråk på. Toppen ligger 758 meter över havet, eller 72 meter över den omgivande terrängen. Bredden vid basen är 5,7 km. Lincoln Nunatak ingår i Princess Royal Range.
Terrängen runt Lincoln Nunatak är varierad.